# ウミタナゴ
ウミタナゴ(海鱮、学名：Ditrema temmincki temmincki)は、スズキ目ウミタナゴ科に分類される魚類の一種。名前は、タナゴと体形が似ているため名づけられた。2007年に、従来1種とされていたウミタナゴから青みがかっている型を亜種としてマタナゴ Ditrema temminkii pacificum に、赤みがかっている型を別種としてアカタナゴ Ditrema jordani に分けられた。種小名の「temmincki」は、日本産生物の学名を多く命名したコンラート・ヤコブ・テミンクへの献名である。

## 生態
体長25cm程度。 北海道中部以南の日本各地の沿岸に生息する。胎生で春から初夏にかけて子供を産む。動物性の食性でゴカイ、甲殻類等を食べる。

## 利用
冬の防波堤での玉ウキ釣りの対象魚として親しまれている。漁港に係留してある漁船の下などに群れていることが多く、場所によっては魚影を見ることが出来る。アオイソメやオキアミ等を餌に使って釣る。特に難しい仕掛けはいらないが、餌を吸ったり吐いたりを繰り返すため、遅あわせでややコツがいるとされる。
胎生で増えることから、安産の「おまじない」として食べる地方もある一方、島根地方ではウミタナゴが子供を生む様を逆子が生まれてくるのに重ねて縁起が悪いともされている。身は淡白な白身で小骨が多い。塩焼きにされることが多いが、素揚げや煮物、刺身やなめろうにされることもある。